# Nicolas Frénicle
Pour les articles homonymes, voir Frénicle.
Nicolas Frénicle ou Frenicle, né en 1600 à Paris et mort le 29 novembre 1666 dans la même ville, est un poète et dramaturge français.
Poète libertin dans sa jeunesse, impliqué dans le scandale du Parnasse satyrique qui éclate en 1622 et l'oblige à se faire discret, il rejoint vers 1625 le groupe de poètes ronsardiens des Illustres Bergers qui s'adonnent à la poésie pastorale et dont il constitue un élément moteur.
Il se consacre par la suite à la poésie religieuse en même temps qu'il mène, à partir de 1627, une carrière à la Cour des monnaies. Son frère cadet est le mathématicien Bernard Frénicle de Bessy.

## Biographie

### Famille
Nicolas Frénicle, né à Paris en 1600, est le fils de Bernard Frénicle, seigneur de Bessy, et de sa seconde épouse Denyse de Sellier. Son frère cadet est le mathématicien Bernard Frénicle de Bessy (†1674) et, du premier mariage de son père, il a un demi-frère aîné, Robert Frénicle de Bessy (né en 1592) qui est conseiller du roi et trésorier général de France en Poitou, après une carrière de conseiller à la Cour des monnaies de Paris.
Nicolas Frénicle est lui-même nommé conseiller général à la Cour des monnaies par un arrêté daté du 16 juin 1627, en remplacement Jacques Cartays dont il épouse la fille Jeanne la même année. Le couple a quatre enfants : Françoise (†1709) qui devient religieuse Feuillantine, Édouard qui devient prêtre, Charles (†1710) qui suit la carrière de son père à la Cour des monnaies et Louis, mort en bas âge.

### Carrière littéraire

#### LeParnasse satyrique
Dès 1620, Nicolas Frénicle rejoint ce que l'histoire de la littérature retient comme l'éphémère « groupe d'Antoine Brun » en participant au recueil collectif La Muse en Deuil consacré par ce dernier à la perte de sa fiancée. Il se lie à cette occasion à Guillaume Colletet, comme lui parisien, et les deux jeunes avocats publient en 1622 un recueil de poésies libertines et licencieuses intitulé le Parnasse satyrique, dans lequel ils font notamment figurer des vers lestes de Théophile de Viau qu'ils admirent ; on retrouve d'ailleurs l'influence de Viau dans les Premières Œuvres Poétiques de Frénicle (1625) ainsi que dans ses Élégies (1627).
Rassemblant essentiellement de jeunes auteurs ayant « un goût prononcé pour la gauloiserie et les équivoques au moins gaillardes », le Parnasse satyrique attire les foudres des jésuites et particulièrement de François Garasse qui, soutenu par le procureur général du Parlement de Paris Mathieu Molé, poursuit ses supposés auteurs au nombre desquels Viau, Frénicle, Colletet et Pierre Berthelot dont les arrestations sont ordonnées le 11 juillet 1623.
Mais c'est surtout Théophile de Viau, considéré comme le porte-parole des « beaux esprits » libertins et de leurs doctrines, qui cristallise les attaques et il est condamné à être brûlé en effigie avant que, capturé dans sa fuite vers l'Angleterre, il soit envoyé à la prison de la Conciergerie ; Pierre Berthelot — bien que mort — est condamné à la pendaison exécutée en effigie, Guillaume Colletet — également en fuite — à un exil de neuf ans et, seul parmi les quatre accusés, Frénicle, que l'acte d'accusation nomme erronément « Frénide », échappe à la sévérité des autorités. Il publie d'ailleurs en 1626, en compagnie de Colletet mais de manière anonyme, un autre ouvrage dans la veine grivoise, le Balet des Balets.

#### LesIllustres Bergers

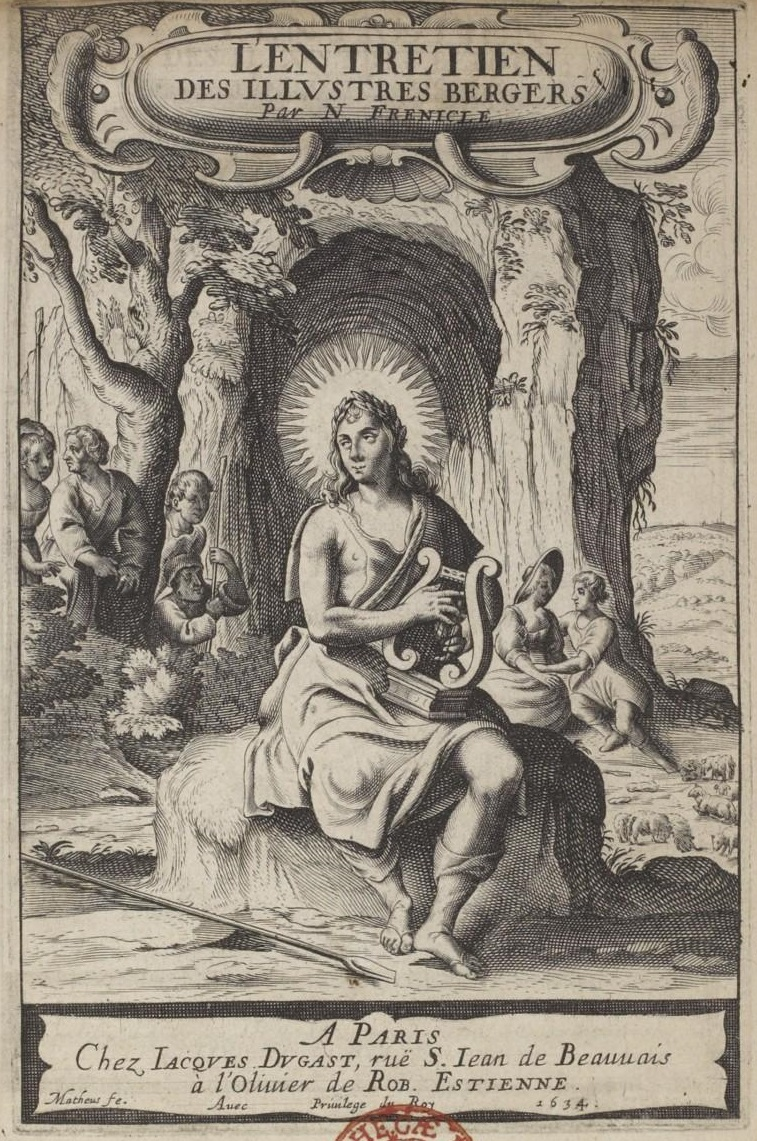
Gravure illustrant L'entretien des Illustres Bergers, 1634

Après cet épisode, vers 1625, s'inscrivant dans le courant pastoral, la nouvelle génération de poètes catholiques se rassemble pour constituer le cercle bucolique des Illustres Bergers qui se donne pour mission de défendre « la poésie, l'amitié, le vin, l'amour, les livres et Pierre de Ronsard », rassemblant — outre Nicolas Frénicle, Guillaume Colletet et Louis Mauduit qui forment le cœur du groupe —  des poètes comme François Ogier, Claude Malleville, les frères Philippe et Germain Habert...
La littérature pastorale se développe en France depuis la fin du XVIe siècle, caractérisée par l'important roman pastoral d'Honoré d'Urfé (1568-1625), L'Astrée qui, publiée en quatre parties entre 1607 et 1627, constitue l'apogée du genre et connait un immense succès. Les Illustres Bergers se réunissent en bord de Seine, à Saint-Germain ou à Villepreux où Cottelet possède un petit domaine, essayant de vivre à l'imitation des bergers de L'Astrée et, durant ces années, Frénicle publie plusieurs élégies et églogues caractéristiques du genre.
En 1634, Frénicle publie L'Entretien des Illustres Bergers qui, rédigé en vers et en prose, combine le roman pastoral dans la veine de L'Astrée à de nombreuses pièces versifiées ainsi qu'à une pastorale dramatique : des bergers  — dont on reconnait sous certains pseudonymes les membres du groupe — rassemblés dans un cadre champêtre non loin de Paris y prennent part à des joutes poétiques et sportives parfois teintées de lascivité, célèbrent l'anniversaire de Ronsard ou encore assistent à une tragi-comédie pastorale intitulée La fidèle bergère. Sous le pseudonyme Aminte, narrateur de l'ouvrage dont le nom évoque un personnage de Virgile, on reconnait Frénicle lui-même qui livre également des éléments autobiographiques, évoquant notamment sa maladie et celle de son épouse, dissimulée sous le pseudonyme d'Isis.
Cette œuvre bucolique constitue une sorte de testament littéraire puisant notamment son inspiration dans la poésie cicero-virgilainiste dévote du jésuite Vincenzo Guiniggi (1588-1653), pour un auteur qui s'adonne dans la suite de son œuvre à la poésie religieuse.

#### La poésie religieuse
À partir de 1635, Frénicle tourne vers la littérature religieuse, produisant de la poésie de pénitence et de la paraphrase — deux genres dans lesquels s'expriment la ferveur religieuse de l'époque —  dont on a pu écrire que « si [la paraphrase de Frénicle] est plus littéraire et plus moderne que celle de Claude Sanguin et celle du [jésuite Charles] Le Breton [sa] lecture n'est guère plus divertissante ».
En 1652, l'auteur obtient un privilège royal pour une paraphrase des cent-cinquante psaumes de David, un travail qui occupe l'essentiel de ses loisirs dans ses dernières années. L'ouvrage, édité en 1661 et fort de 577 pages, laisse tranparaître les influences de Malherbe, Godeau, Racan et Corneille, sans jamais les égaler, reconnaissant lui-même : « je n'ai pas le temps de liseer et polir » ; dans la préface Frénicle témoigne par ailleurs d'un profond repentir de ses « erreurs de jeunesse ».
Avant de mourir, Frénicle s'attaque à la composition d'un poème sur la conversion de Clovis mais le laisse inachevé.

### Décès
La date de son décès est longtemps restée inconnue mais figure dans les annotations d'un livre de raison de la famille du compositeur Jacques Mauduit, qui mentionne : « 29 novembre : L'an 1666 Nicolas Frénicle Conseiller et doïen en la Cour des Monnoies, scavant homme, excellent poete et sainct personnage mourut sur la 67e année de son âge ».

## Œuvres
- Les Premières Œuvres Poétiques du Sieur Frénicle, Paris, Toussainct du Bray, 1625, in-8° ; contiennent 36 élégies, des stances, des sonnets des odes et des rondeaux
- Vers du Balet des Balets (ou balet des ecervellez) par G.C. [Guillaume Colletet] et N.F. [Nicolas Frénicle], Paris, Claude Hulpeau, 1626, in-4°
- La seconde partie des Élégies de N. Frénicle pour sa belle Isis, Paris, Claude Hulpeau, 1627, in-8°
- Les Œuvres de N. Frénicle , Conseiller du Roy et General en sa Cour des Monnoyes, Paris, Toussainct du Bray, 1629, in-8°
- Palémon, fable bocagère et pastorale de N. Frénicle, Paris, Jacques Dugast, 1632 ; pièce en cinq actes et en vers
- La Niobé, Paris, Jacques Dugast, 1632, in-8° ; tragédie en cinq actes, avec des chœurs
- L'Entretien des Illustres Bergers, Paris, Jacques Dugast, 1634, in-8°
- Jésus crucifié. Poëme, Paris, Jean Camusat, 1636, in-12°
- Paraphrase des Pseaumes 1. Beatus qui non abiit in consilio impiorum. 21. Domine in virtute tua laetabitur rex. 119. Beati immaculati in via. 139. Domine probasti me, Paris, Jean Camusat, 1638 ; traduction en vers par Nicolas Frénicle
- Églogue sur la naissance de Mgr le Dauphin, Paris, Jean Camusat, 1639, in-4°
- Hymne de la Vierge, Paris, Antoine de Sommavile, 1641
- Paraphrase des Pseaumes de David, Paris, Vve H. Sara et A. Merius, et J. Guignard, 1661